# Isztaravsan
Isztaravsan (tádzsik nyelven Истаравшан), 2000-ig tádzsikul Úroteppa (Ӯротеппа), oroszul Ura-Tyube (Ура-Тюбе), üzbégül O‘ratepa város Tádzsikisztán északnyugati részén, az üzbég határ mellett.

## Fekvése
Tádzsikisztán északnyugati részén, Szugd tartományban, a tartományi központ Hudzsandtól nagyjából 70 kilométerre délnyugatra fekszik az üzbég határ közvetlen közelében, 992 méter tengerszint feletti magasságban, a több mint 4000 méter magas Turkesztáni-hegység északi részén, a Fergana-völgy délnyugati kijáratánál fekvő település.

## Története

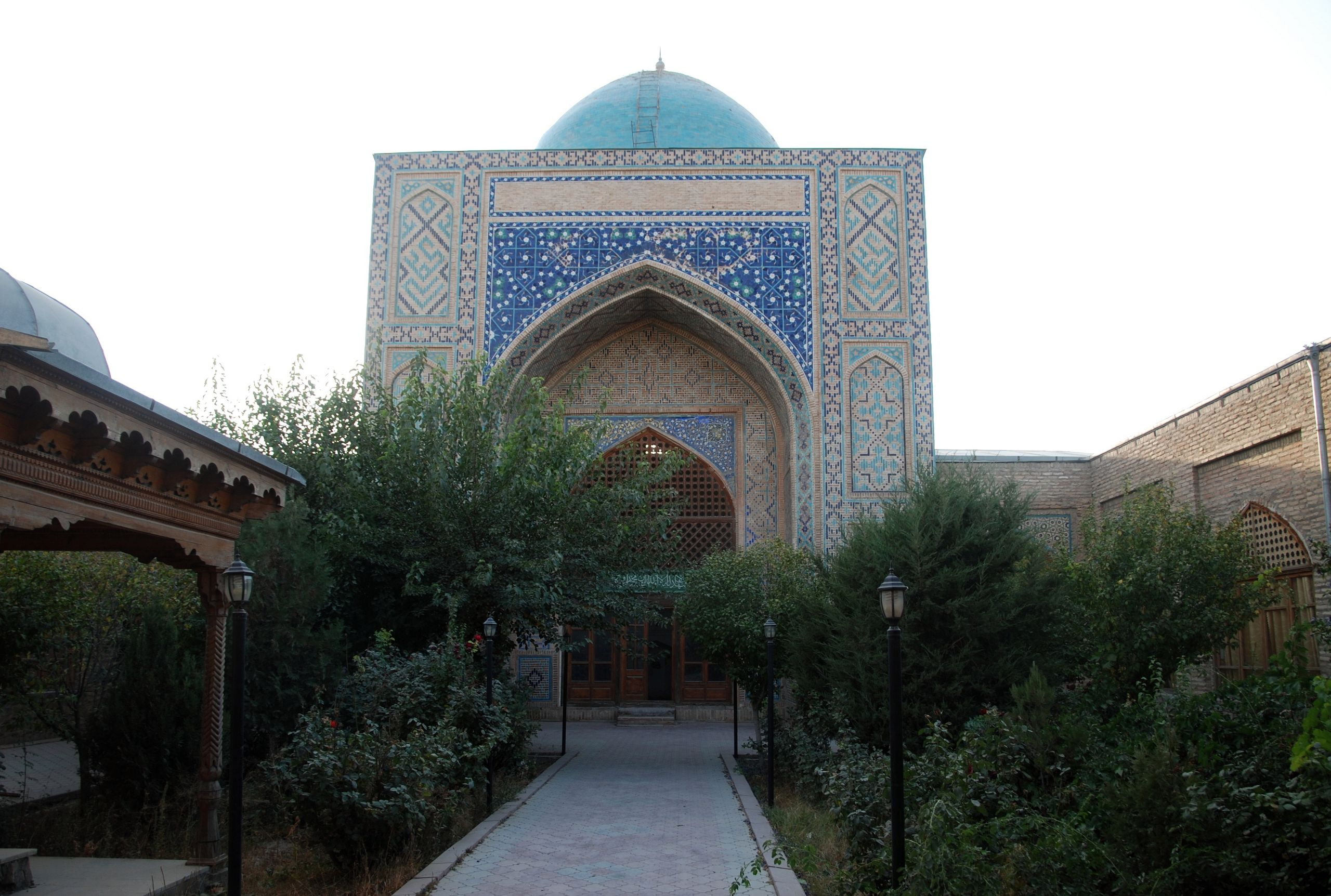
Isztaravsan, Kék mecset (Kok Gumbaz)

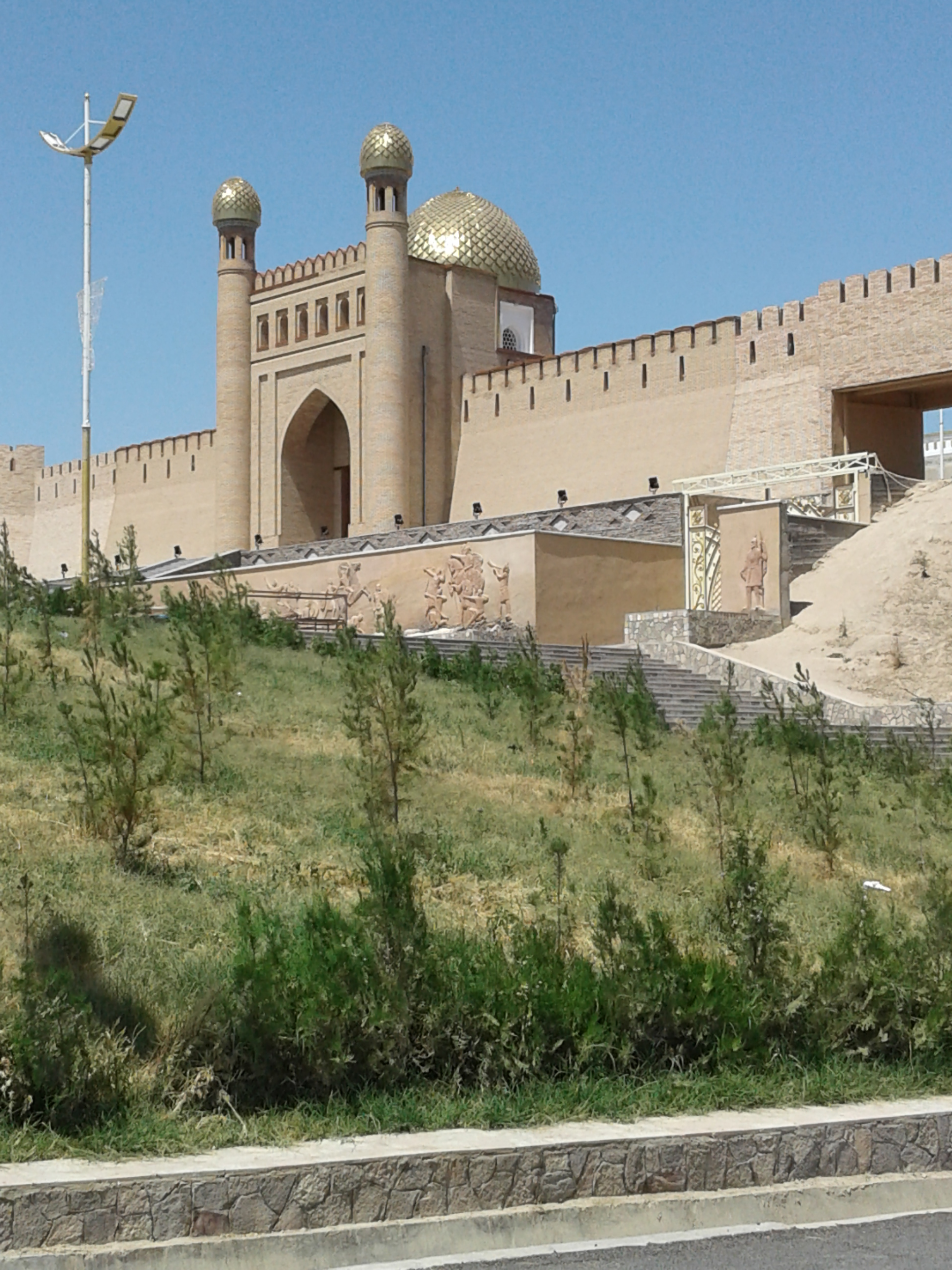
Isztaravsan, városfal kapuval

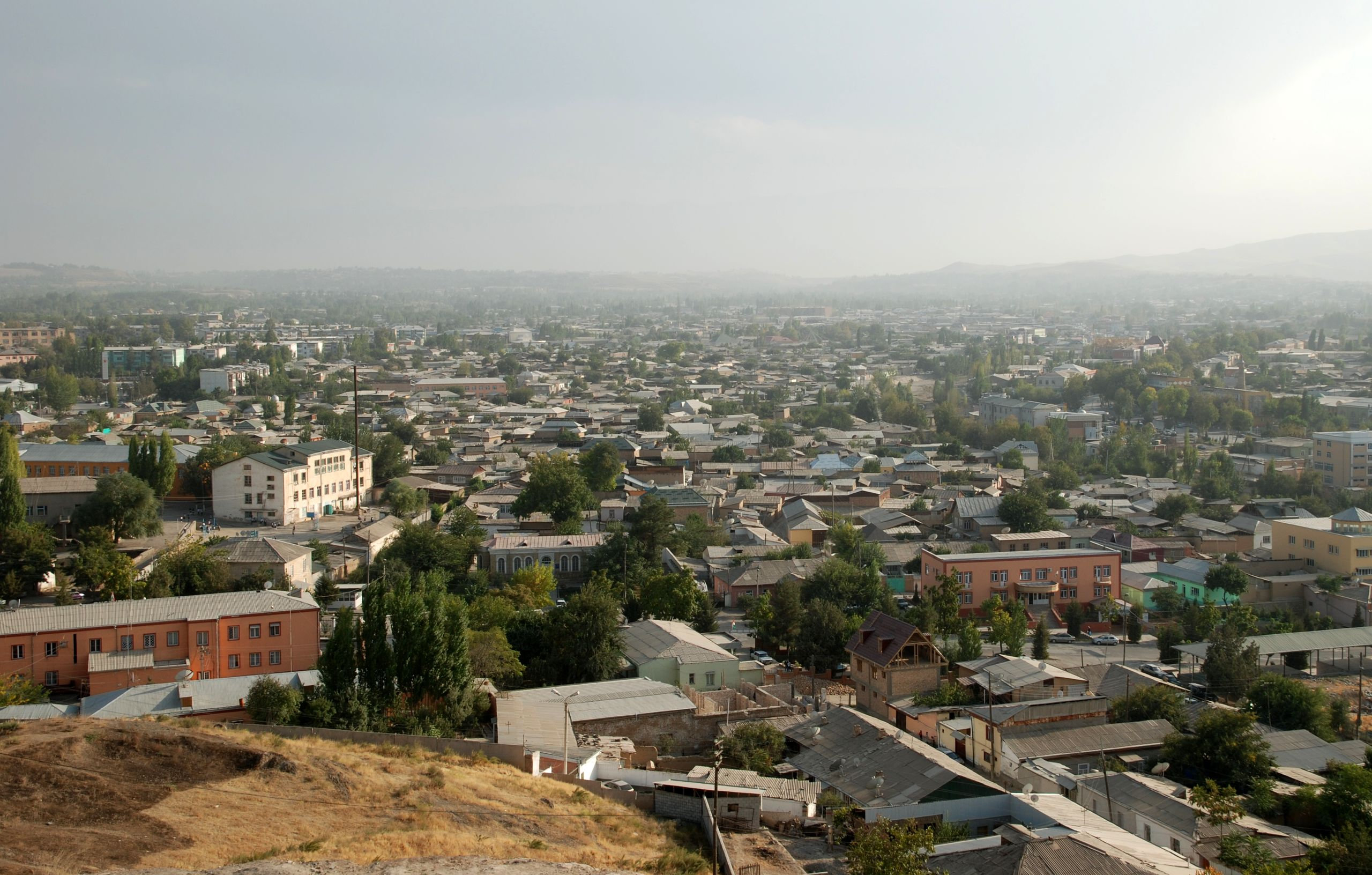
Isztaravsan, Mug Tepe

A Ferganai-medence a vaskorban, a Kr. e. 8. században kezdett benépesülni. A Szir-darja középső szakaszán számos városias jellegű település jött létre, köztük Nurtepe az isztaravsani oázis északnyugati szélén. A mai város helyén a Kr. e. 6. században valószínűleg az Óperzsa Birodalomhoz tartozó Kurusata (Kurukada) település állt, amelyet a görög forrásokban Küropolisz néven említettek, és melyet hármas falgyűrűvel vettek körül. Az ókorban és a középkorban a várost többször is elpusztították. 
A selyemút Hudzsand és Szamarkand közti szakasza mellett fekvő város virágzó kereskedelmi központ volt. A közelében feküdt a 7-9. század között fennállt iráni kultúrájú uszrúsanai fejedelemség fővárosa, Bundzsikát, ami a hegyekből érkező vízforrásoknak köszönhetően termékeny kertekkel, földekkel rendelkezett, vízfolyásain több malom is működött. A 10. századi útleírások és földrajzi munkák tanúsága szerint fellegvárral, továbbá fallal körülvett városközponttal és kertekkel gazdagon ellátott külvárossal rendelkezett, és mintegy tízezres férfilakosságot tulajdonítanak neki. Isztaravsantól északra fekszik az Üzbegisztánhoz tartozó Shirin vára, amit a néphagyomán Farhád és Sírín legendás szerelmi történetével hoz kapcsolatba. A selyemút innen a Szir-darja felé haladt kelet felé Hudzsandon, Iszfara városán és a ma Kirgizisztánhoz tartozó Os településen keresztül Kasgarig.

## Leírása
A Fergana-völgy, amely az ókor óta itt létező öntözőcsatornák nélkül sivatagszerű, száraz táj lett volna, ma Közép-Ázsia egyik legsűrűbben lakott térsége, átlagosan 360 lakossal négyzetkilométerenként. Az Isztaravsan oázis a város központjától három kilométerre délre található Kattaszoj-víztározótól kap vizet, amelyet szezonálisan a Turisztán hegységből a Kattaszoj folyó táplál. Az 1965-ben feltöltött víztározó kapacitása 60 millió köbméter, célja a folyó árvizeinek megelőzése, amely 1947-ben sárhullámmal pusztította el a városközpontot. A tó rekreációs területként is szolgál.
Az Isztaravsan kerület (nohija) tíz faluból áll, amelyek mindegyike alkerületet (dzsamat) alkot. Nyugaton a kerület Üzbegisztánnal, északon a Zafarobod kerülettel, keletre a Goncsi kerülettel, délen pedig a Sahriszton kerülettel határos.

## Óváros
Az óváros legjelentősebb történelmi épülete a mecset és a medresze, amelyeket a timurida Abd al-Latíf (Transzoxánia fejedelme 1449-1450 között) idején építettek. 
A négyzet alakú főépületethez, amelynek központi kupolája van egy magas tamburk felett, egy kapun lehet bejutni, amelynek homlokzatát türkizkék és kék geometrikus és virágmintákkal díszített lapok ékesítik. A mecset egy belső udvarral határos, amelyet a másik oldalon a medresze osztálytermei vesznek körül. A Korán-iskolát a szovjet időszakban bezárták, ma a gyerekek iszlám és általános iskolai tantárgyakat tanulhatnak itt.

## Nevezetességek

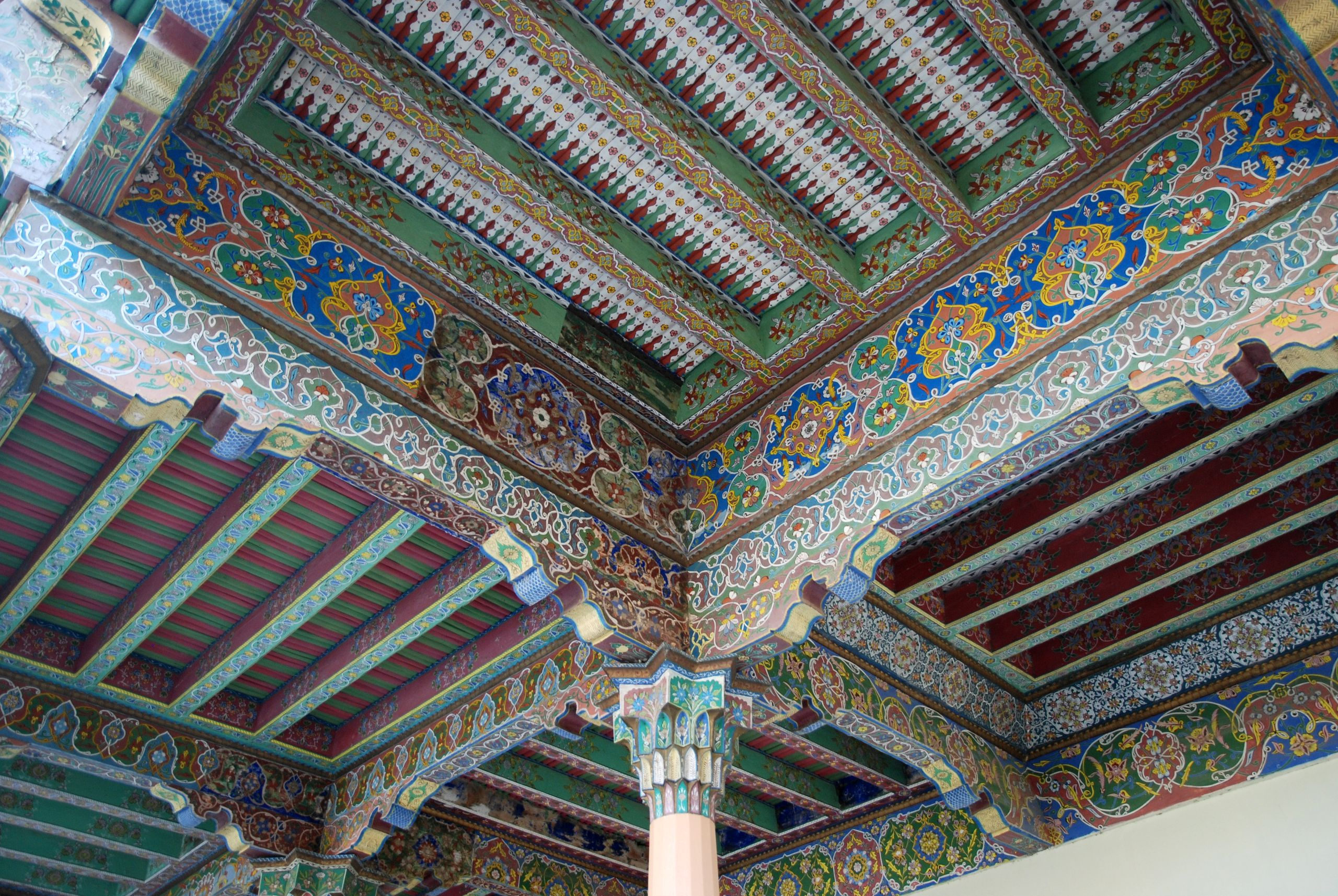
Isztaravsan, Havzi Sangin

- Havzi Sangin-mecset - egy fallal körülvett kertben, az óvárosban található.
- Kok Gumbaz (Кок Gumbbez, "Kék kupola") - 1420-1450 körül épült.

## Fordítás
- Ez a szócikk részben vagy egészben  az   Istarawschan című német Wikipédia-szócikk ezen változatának fordításán alapul.  Az eredeti cikk szerkesztőit annak laptörténete sorolja fel. Ez a jelzés csupán a megfogalmazás eredetét és a szerzői jogokat jelzi, nem szolgál a cikkben szereplő információk forrásmegjelöléseként.

1. ↑  https://web.archive.org/web/20221010195817/https://stat.tj/storage//1.01.2022.pdf